# Helen Wills Moody
Helen Newington Wills (Centerville, 6 de octubre de 1905-Carmel-by-the-Sea, 1 de enero de 1998), conocida como Helen Wills Moody y de nombre completo Helen Newington Wills Moody Roark, fue una tenista estadounidense.
Ganó la primera de siete competiciones individuales en los Estados Unidos en el año de 1923 y consiguió la medalla de oro en individuales y dobles en los Juegos Olímpicos de 1924. Tan abrumadora era su competitividad que de 1927 a 1932 ganó cada set que jugó en Norteamérica en partidos individuales. También se hizo con el título del campeonato de Wimbledon ocho veces de 1927 a 1930, luego en 1932, 1933, 1935 y 1938, implantando una marca que no fue rota hasta 1990 por Martina Navratilova. Helen mantiene la marca femenina de victorias consecutivas en el tenis con 158, obtenidas entre 1927 y 1933.

## Biografía
Nacida el 6 de octubre de 1905 en Centerville, California, en el condado de Alameda, California (ahora Fremont), cerca de San Francisco. Fue la única hija del matrimonio entre el cirujano Clarence Alfred Willis y Catherine Anderson, quienes la educaron en la excelencia. Helen se graduó en la Anna Head School de California como la mejor alumna de la escuela. Tras acceder a la Universidad de Berkeley, de la que sus padres fueron alumnos, fue aceptada por su excelencia en el arte como miembro de la Phi Beta Kappa, la prestigiosa sociedad americana que promueve a los estudiantes más destacados en los Estados Unidos.
Cuando tenía ocho años, su padre le compró una raqueta de tenis y practicaron en las pistas de tierra próximas al Hospital del Condado de Alameda, así como en Live Oak Park. En agosto de 1919, dadas sus buenas notas, su regalo al cumplir los 14 años fue un carnet de socia del Club de Tenis de Berkeley. Wiliam "Pop" Fuller, responsable de los tenistas juniors de la entidad, vio rápidamente su destreza y le buscó a diario hombres con los que entrenar.

## Trayectoria
Wills empezó a jugar al tenis a los 13 años y ganó su primer gran título, el campeonato femenino de Estados Unidos, en 1921. Repitió como campeona nacional femenina en 1922 y ganó su primer título individual femenino en 1923, a la edad de 17 años. Con potentes remates y saques, combinados con un extraordinario control, Wills pronto dominó el tenis femenino; desde 1926 hasta 1932 no perdió un solo set en individuales. Fue siete veces campeona de Estados Unidos (1923-25, 1927-29 y 1931) y ocho veces ganadora de Wimbledon (1927-30, 1932-33, 1935 y 1938) en individuales. De 1923 a 1939, conquistó 4 títulos franceses individuales y 12 campeonatos de dobles de Estados Unidos, Wimbledon y Francia. En 10 participaciones en la Copa Wightman, ganó 18 de los 20 partidos individuales. En los Juegos Olímpicos de 1924 en París, ganó dos medallas de oro. Conocida como "Little Miss Poker Face" por su actitud estoica, Wills mantuvo una feroz rivalidad con la gregaria jugadora estadounidense Helen Hull Jacobs.
Wills se licenció en la Universidad de California en 1927 y en diciembre de 1929 se casó con Frederick S. Moody; compitió durante toda la década siguiente como Helen Wills Moody. Divorciada en 1937, se casó con Aidan Roark en octubre de 1939 y continuó durante un tiempo compitiendo en torneos sénior como Sra. Roark.
Escribió dos libros sobre tenis,Tennis (1928) y Fifteen Thirty (1937), así como uno de misterio, Death Serves an Ace, con R.W. Murphy (1939). 
Un segundo interés por el arte la llevó a organizar varias exposiciones de sus dibujos y pinturas en galerías de Nueva York y Londres. En 1929, Wills llevó a cabo su primera exposición de dibujos en la Cooling Gallery de Londres. Además, el escultor armenio Haig Patigian dedicó a Wills la escultura Helen of California (1927), el escultor estadounidense Alexander Calder las esculturas Helen Wills (1927) y Helen Wills II (1928) y su compatriota Edward McCartan la escultura Helen Wills Moody (1936). En 1930, el pintor Diego Rivera la retrató. Y, en 1931, la inmortalizó al dibujarla en el mural La Alegoría de California del club de la Bolsa de San Francisco como figura central que representaba a Calafia, una mítica reina asociada a California.
El éxito de su carrera tenística le llevó a Helen Wills además a recibir varios premios fuera de la pista. En 1926 y 1929, Wills apareció en la portada de la revista TIME. Fue nombrada Atleta Femenina del Año por Associated Press en 1935 e ingresó, en 1969, en el Salón Internacional de la Fama del Tenis. En 1981, Wills ingresó en el Salón de la Fama del Atletismo de la Bahía de San Francisco.
Wills Moody ganó 398 partidos en 15 años sin perder un set durante una racha de 180 victorias consecutivas. Muchos la consideran la mejor tenista del siglo XX.